# Fouet catalan
Pour les articles homonymes, voir fouet.
Le fouet catalan (en catalan : fuet) est une spécialité charcutière catalane très répandue depuis les Pyrénées-Orientales aux Baléares en passant par l'Andorre.

## Présentation

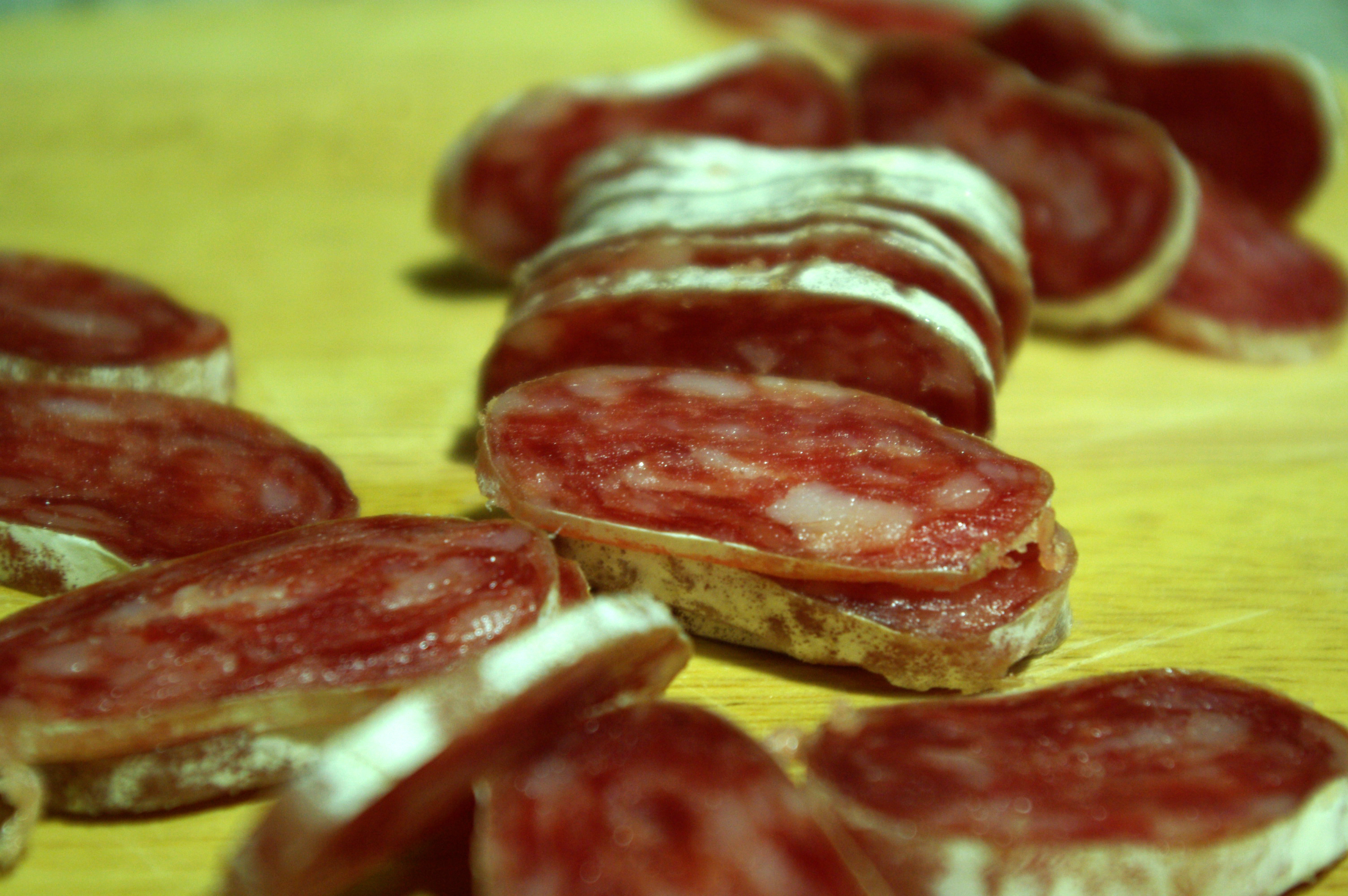
Des tranches de fouet.

Il s'agit de saucisse sèche à base de porc, salée ou poivrée, très fine, à déguster crue ou avec du pain « à la tomate » (en catalan : pa amb tomàquet). Certains charcutiers en fabriquent de diverses sortes, telles que des fouets au roquefort ou aux pignons.